# Червак, Богдан Остапович
Богдан Остапович Червак (род. 29 июня 1964, Дрогобыч, Львовская область, Украинская ССР, СССР) — украинский общественный и политический деятель. Председатель Организации украинских националистов. Первый заместитель председателя Государственного комитета телевидения и радиовещания Украины (с 2015 года).

## Биография
Богдан Остапович Червак родился 29 июня 1964 года в городе Дрогобыч, Львовская область.
С 1984 по 1986 год служил в Советской армии. С 1986 по 1987 год работал электромонтером в диетической столовой «Берёзка» в городе Трускавец. С 1987 по 1995 год работал в лаборатории техником в Дрогобычском государственном педагогическом институте. В 1992 году окончил Дрогобычский педагогический институт им. Ивана Франко (ныне Дрогобычский государственный педагогический университет имени Ивана Франко), факультет украинского языка и литературы. С 1992 по 1995 год преподавал на кафедре украинской литературы в своей альма матер.
В 1995 году переехал в Киев. В 1998 году баллотировался в Верховную раду 3-го созыва как самовыдвиженец. С 1995 по 2001 год работал председателем секретариата Организации украинских националистов.
С июля по сентябрь 2001 года работал главным редактором еженедельника «Украинское слово». С сентября 2001 года стал работать в Кабинете министров Украины. Работал в Департаменте внутренней политики Секретариата Кабинета министров и проверял материалы для СМИ. С 2002 года пошёл работать в Государственный комитет телевидения и радиовещания Украины.
В 2007 году баллотировался в Верховную раду 6-го созыва от партии Свобода.
26 мая 2012 года был избран председателем ОУН, а 21 мая 2016 года был переизбран председателем ОУН.

## Семья
Жена — Ольга Ивановна (1966 г.р.) — домработница. Имеют двух детей — дочь Надежда (1989) сын Остап (1984).

## Публикации
- «Образ гетьмана Виговського в українській літературі». — Дрогобич : Издательская фирма «Возрождение», 1993.
- «Між лезом меча і сріблом полину». — Дрогобич : Националистический клуб им. О. Ольжича, 1994.
- «Наперед, українці» (до питання: Іван Франко і національна ідея). — К. : Националистический клуб им. О. Ольжича, 1995.
- «Український націоналізм: дослідження, інтерпретації, портрети». — Дрогобич : Издательская фирма «Возрождение», 1996.
- «Лицарі духу» (українські письменники-націоналісти — «вістниківці») — в соавторстве с А. Баганом и С. Гузаром. — Дрогобич : Издательская фирма «Возрождение», 1996.
- «Олена Теліга: життя і творчість» — К. : Издательство имени Елены Телиги, 1997.
- «Правда про український Київ у 1941—1942 роках» — К. : Издательство имени Елены Телиги, 2003 г.
- «Уроки націоналізму» — К. : Издательство имени Елены Телиги, 2003.
- «Битва за Волинь» — К. : Издательство имени Елены Телиги, 2004.
- «Слово, що стало зброєю» (До 100-річчя від дня народження О.Ольжича) — К. : Издательство имени Елены Телиги, 2007.
- «Націоналізм. Нариси» — К. : Издательство имени Елены Телиги, 2007.
- «Україна: між перемогами і поразками» (Роздуми на теми вітчизняної історії) — К. : Издательство имени Елены Телиги, 2008.
- «Націоналізм. Націоналістичний рух. ОУН» — К. : Киевская городская организация ОУН, 2009.